# Mysz delikatna
Mysz delikatna (Mus tenellus) – gatunek gryzonia z rodziny myszowatych, występujący w Afryce Wschodniej.

## Systematyka
Gatunek został opisany naukowo w 1903 roku przez O. Thomasa. Należy do podrodzaju Nannomys. Jest morfologicznie i ekologicznie bliska myszy sahelskiej (M. haussa).

## Biologia
Myszy delikatne żyją w Etiopii, południowej Somalii, południowym Sudanie, Kenii, do środkowej Tanzanii, w tym na stokach masywu Kilimandżaro. Przypuszczalnie żyje także w Erytrei. Występuje do wysokości 2000 m n.p.m. Prowadzi naziemny tryb życia, zamieszkuje suchą sawannę; nie wiadomo czy potrafi przystosowywać się do zmian środowiska.

## Populacja
Mysz delikatna ma szeroki zasięg występowania, lokalnie bywa liczna. Populacja jest stabilna, gryzonie te występują w wielu obszarach chronionych. Nie są znane zagrożenia dla gatunku, jest on uznawany za gatunek najmniejszej troski.